# Италиански скакалец
Италианският скакалец (Calliptamus italicus) има повсеместно разпространение в нашите географски ширини, обитавайки най-често необработваеми затревени участъци с по-бедна растителност. В естественото си местообитание този скакалец формира първично огнище, след което преминава в обработваемите земи, като напада и се храни с почти всички културни видове, плевели и редица горски видове.

## Морфологични характеристики
Възрастното насекомо има кафявосиво, бледожълто или кафяво тяло, с петоъгълен преднегръд. Предните крака са кафяви и сравнително тесни. Задните крака са ципести, розови в основата, а по останалата част – безцветни и прозрачни. Мъжките екземпляри имат дължина 15-22 mm, а женските 21-36 mm.
Яйцата са тъмно кафяви и приличат на ръжени, посместени са в яйчно мехурче, имат дължина 35 mm и цилиндрична форма, стеснена в средата и с калпаче. В отделното мехурче има 25-50 яйца, наредени в 4 реда.
Ларвата наподобява възрастното насекомо; в първите 2 възрасти е безкрила, в третата възраст се появяват крила, които в петата възраст достигат до средата на коремчето и ларвата добива окраската на възрастното насекомо.

## Биологични характеристики
- Италианският скакалец развива едно поколение годишно; зимува като яйце в яйчно мехурче в почвата.
- Ларвите се излюпват от началото на май до средата на юни, като първоначално се изхранват в типичното си местообитание. Развитието им протича за 25-30 дни.
- Възрастните насекоми се появяват в средата на юни и се срещат до средата на октомври. Узряват полово в края на юли, копулират и през август започват да снасят яйца. При снасянето женската отделя пенеста материя, образуваща мехурчето, в което тя помества яйцата.
- Особено големи вреди скакалците нанасят при засушаване, когато те се пренасят върху културните видове. Скакалците от този вид прелитат на големи разстояния и унищожават напълно растенията, които срещат по пътя си.
- Италианският скакалец има по-слабо проявена склонност към стаден живот, поради което, освен в „огнища“, се срещат и отделни екземпляри.